# Madison megye (Tennessee)
Madison megye az Amerikai Egyesült Államokban, azon belül Tennessee államban található. Megyeszékhelye és legnagyobb városa Jackson. Lakosainak száma 98 823 fő (2020. április 1.). Madison megye Gibson, Carroll, Henderson, Chester, Hardeman, Haywood és Crockett megyékkel határos.

## Népesség
A megye népességének változása:
| Lakosok száma | 98 310 | 98 026 | 98 511 | 98 733 | 97 610 | 98 823 |
|               | 2010   | 2011   | 2012   | 2013   | 2015   | 2020   |